# Кондуитный токоприёмник
Кондуитный токосъем (англ. conduit current collection) — тип электропередачи с контактного рельса, в котором он находится ниже уровня земли. Применялся преимущественно на трамваях.

## История
На самых первых в мире трамваях применялся токосъём с одним контактным рельсом, располагавшимся между путей на уровне земли. Конструкция была проста: на шпалы крепился третий контактный рельс, на который подавался электрический ток. Недостатки системы выявились сразу: контактный рельс представлял опасность для пешеходов, пересекавших трамвайные пути. Также очевидно, что при плохой погоде движение трамваев было невозможно. Также, система была небезопасна при подаче напряжения свыше 100—150 В (с выходом новых типов трамвайных вагонов выяснилось, что такое напряжение слишком низкое).
Иногда, прежде всего для того, чтобы не портить улицы городов громоздкой на то время контактной сетью, использовался улучшенный вариант кондуитной передачи. В такой системе два контактных рельса располагались под землей в канале между ходовыми рельсами, что исключало опасность электрического поражения пешеходов. Именно эта усовершенствованная система контактного рельса приобрела название кондуит (одно из значений слова conduit (англ.) — место прокладки силовых кабелей).
В США контактные рельсы располагались на глубине 45 см от уровня улицы и в 30 см друг от друга. Системы с кондуитом существовали в Вашингтоне, Лондоне, Нью-Йорке (только на острове Манхэттен) и в Париже. Однако из-за дороговизны прокладки трамвайных путей с кондуитом во всех городах, за исключением Вашингтона, токосъём был гибридным — в центре города использовался кондуит, а за его пределами — классическая электропередача (контактная сеть).

## Современность
Хотя системы со старым типом кондуита нигде не сохранились, данный тип токосъёма не был забыт. Так, при открытии трамвая Бордо в 2003 году был создан современный вариант системы — Alstom APS. В центре города трамвай получает напряжение от находящегося на уровне ходовых путей контактного рельса, разделённого на секции, изолированные друг от друга. Благодаря электронике под напряжением находится только та секция контактного рельса, над которой в данный момент проезжает трамвай. Однако в ходе эксплуатации у этой системы выявилось много недостатков, в том числе те, что были и у старой версии кондуита. В связи с этим на одном из участков длиной в километр третий рельс заменили контактной сетью. К тому же строительство такой системы оказалось слишком дорогим: строительство километра трамвайной линии с кондуитом стоит примерно в три раза дороже километра линии с контактной сетью.
Помимо Бордо, подобный вариант токосъёма используется в новой трамвайной системе Аддис-Абебы, а также в трамвайных системах Анже, Рио-де-Жанейро.
В России и странах СНГ кондуитный токоприёмник не использовался, так как эксплуатация трамваев с контактной сетью в Санкт-Петербурге показала свою надёжность и практичность.
Единственное место, где сохранились трамвайные пути с кондуитом — трамвайный тоннель Кингсуэй в Лондоне. После своего закрытия в 1959 году двухпутный тоннель с двумя станциями был законсервирован; в своем почти первозданном виде иногда открывается для проведения экскурсий.